# 国際連合憲章第7章
国際連合憲章第7章（こくさいれんごうけんしょうだいななしょう、Chapter VII of the United Nations Charter）は、「平和に対する脅威、平和の破壊及び侵略行為に関する行動」を定めている。

## 概要
国際連合安全保障理事会は、平和に対する脅威、平和の破壊および侵略行為の存在を決定し、勧告を行うとともに、非軍事的強制措置・軍事的強制措置をとるかを決定することができる（第39条）。また、措置を決定する前に、事態の悪化を防ぐため、暫定措置に従うよう関係当事者に要請することができる（第40条）。軍事的強制措置は、安全保障理事会と加盟国の間の特別協定に従って提供される兵力・援助・便益によって行われる（第43条）。国際連合加盟国に対して武力攻撃が発生した場合には、安全保障理事会が必要な措置をとるまでの間、加盟国は個別的・集団的自衛権を行使できる。加盟国がとった措置は、直ちに安全保障理事会に報告しなければならない（第51条）。
このほか、第47条で、国連軍の指揮を執る軍事参謀委員会の設置に触れられている。ただし特別協定の締結例がないため、43条から46条が死文化しており、軍事参謀委員会も機能が本来想定されていたものに対して非常に限定されたものになっている。
さらに国際連合憲章第7章は、国際連合憲章第2条7項に明記ある通り、内政不干渉原則の例外とされる。また決議によって決定された軍事的措置は国際連合憲章第25条に基づき法的拘束力を持つのみならず、国際連合憲章第103条に基づき、既存の条約や取極に優位する。